# Galassia ultra diffusa

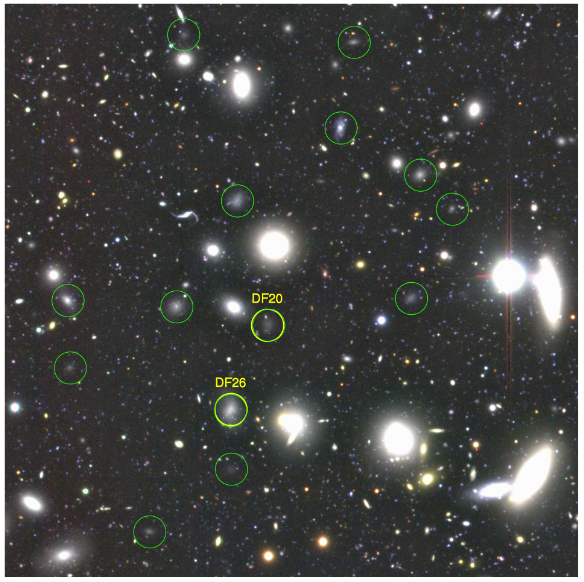
Ammasso della Chioma. Nei cerchi sono evidenziate le galassie ultra diffuse.

Una galassia ultra diffusa (in inglese ultra diffuse galaxy o UDG) è una galassia con una densità estremamente bassa.  Tale tipo di galassia può avere dimensioni paragonabili  a quelle della nostra Via Lattea ma in confronto un numero di stelle visibili veramente esiguo. Un chiaro esempio è la cosiddetta Dragonfly 44. Alcune galassie ultra diffuse, situate nell'Ammasso della Chioma, pur avendo un diametro di 60.000 anni luce (18.000 parsec) (poco più della metà della nostra galassia) possiedono solo l'1% delle stelle presenti nella Via Lattea. Si ritiene che a proteggere questo esiguo numero di astri da influenze gravitazionali esterne sia un enorme alone di materia oscura che circonda questo tipo di galassia.
Uno studio particolareggiato sull'Ammasso della Chioma, utilizzando un particolare strumento, il Dragonfly Telephoto Array, ha permesso di individuare ben 47 di queste galassie definite come “vaporose”.
Nulla si può al momento ipotizzare sul meccanismo di formazione di queste galassie, cioè se siano galassie per così dire “abortite” nella loro evoluzione, di galassie normali che progressivamente sono state svuotate di materia visibile a causa di interazioni all'interno dell'ammasso o infine se siano brandelli di galassie più grandi in qualche modo strappati e dispersi nello spazio intergalattico.
Uno studio più recente, del gruppo di ricercatori della Stony Brook University e del National Astronomical Observatory of Japan guidati da Jin Koda e condotto sulla base dei dati raccolti dal Telescopio Subaru, ha messo di evidenza ben 854 galassie ultra diffuse sempre nell'ammasso della Chioma.